# (1226) Golia
(1226) Golia – planetoida z pasa głównego asteroid okrążająca Słońce w ciągu 4 lat i 55 dni w średniej odległości 2,58 au. Została odkryta 22 kwietnia 1930 roku w Union Observatory w Johannesburgu przez Hendrika van Genta. Nazwa planetoidy pochodzi od Jacobus Goliusa (1596-1667), holenderskiego orientalisty i matematyka, założyciela obserwatorium Sterrewacht Leiden. Przed nadaniem nazwy planetoida nosiła oznaczenie tymczasowe (1226) 1930 HL.